# Gopi

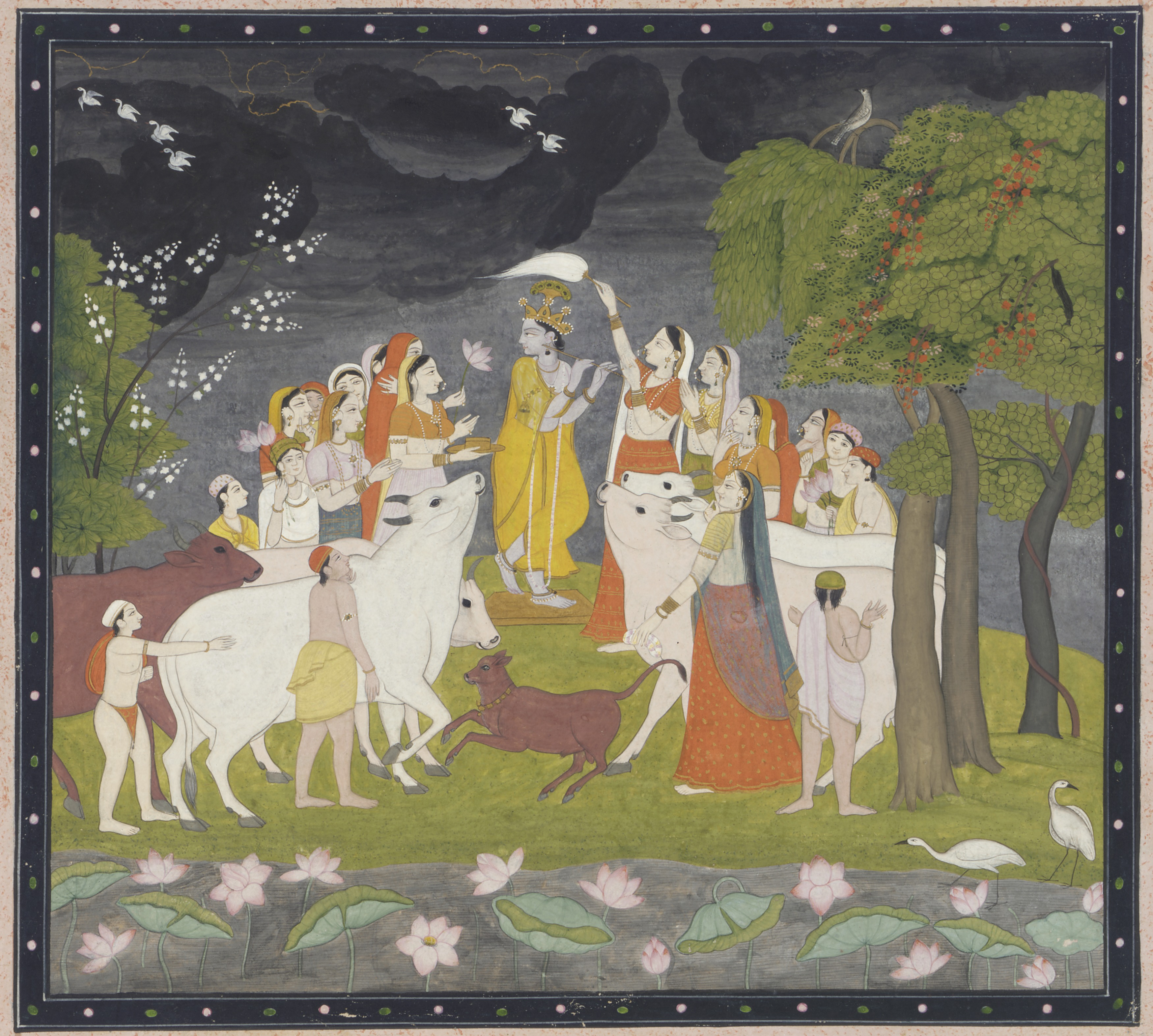
Krishna et les Gopîs. Peinture Pahari (style École de Kangra), 1790-1800. Smithsonian Institute, Washington.

Gopī est un terme sanscrit (गोपी) utilisé en Inde et dans l'hindouisme ; il signifie « gardienne de vaches, bouvière ». Dans le Sanatana Dharma, les Gopîs (ou Gopika) sont de jeunes bouvières adultères entièrement dévouées à Krishna (elles sont déjà mariées, et leur dévotion érotique a ainsi un aspect ascétique). 

## Dimension symbolique
De nombreuses histoires populaires circulent en Inde sur les péripéties de la vie amoureuse de Krishna et des Gopîs, particulièrement de sa maîtresse Radha. D'ailleurs, cette dimension d'adultère est particulièrement marquée dans la relation avec cette dernière : l'adultère transforme cette liaison en un amour secret, illégitime, en quelque sorte antisocial, qui symbolise la cassure qui est au fondement de toute expérience spirituelle authentique.
La beauté de Krishna, ses vêtements aux couleurs vives, les mélodies qu'il joue merveilleusement sur sa flûte traversière, séduit les bouvières. Il les fait alors danser une ronde folle et, miraculeusement, il les possède toutes simultanément.
Cette dévotion inconditionnelle des Gopîs à Krishna, tout comme leurs relations, symbolisent la dévotion (bhakti) à Dieu. Le Bhâgavata Purâna rapporte ces histoires pour illustrer la voie de la dévotion. 

## Dans la littérature
Dans le Gaudiya Vaishnavism (en), on trouve 108 gopikas (ou gopîs) de Vrindavan. La Gita-Govinda de Jayadeva (xiie siècle) est un autre récit célèbre des amours de Krishna et Radha.